# Årydsjön
Årydsjön är en sjö i Växjö kommun i Småland och ingår i Mörrumsåns huvudavrinningsområde. Sjön är 8,7 meter djup, har en yta på 4,71 kvadratkilometer och befinner sig 167 meter över havet. Sjön avvattnas av vattendraget Aggaå (Skyeån). Vid provfiske har bland annat abborre, björkna, braxen och gers fångats i sjön.

## Delavrinningsområde
Årydsjön ingår i det delavrinningsområde (630094-145120) som SMHI kallar för Utloppet av Årydsjön. Medelhöjden är 178 meter över havet och ytan är 21,86 kvadratkilometer. Räknas de 8 avrinningsområdena uppströms in blir den ackumulerade arean 227,99 kvadratkilometer. Aggaå (Skyeån) som avvattnar avrinningsområdet har biflödesordning 2, vilket innebär att vattnet flödar genom totalt 2 vattendrag innan det når havet efter 98 kilometer. Avrinningsområdet består mestadels av skog (68 %). Avrinningsområdet har 4,72 kvadratkilometer vattenytor vilket ger det en sjöprocent på 21,6 %. Bebyggelsen i området täcker en yta av 0,62 kvadratkilometer eller 3 % av avrinningsområdet.

## Fisk
Vid provfiske har följande fisk fångats i sjön:
- Abborre
- Björkna
- Braxen
- Gärs
- Gädda
- Gös
- Löja
- Mört
- Siklöja
- Sutare